# Gulik-Kleef-Berg (provincie)
Gulik-Kleef-Berg was een provincie van Pruisen die bestond van 1815 tot 1822.

## Geschiedenis
De provincie werd na het Congres van Wenen geschapen uit het hertogdom Kleef, delen van het voormalige hertogdom Gelre en het vorstendom Meurs alsmede gebieden die na 1803 aan Pruisen waren gekomen, de hertogdommen Gulik en Berg, het keurvorstendom Keulen, de steden Keulen en Aken en enige kleinere gebieden.
Gulik-Kleef-Berg werd op 22 juni 1822 met de provincie groothertogdom Beneden-Rijn verenigd tot de Rijnprovincie.

## Bestuurlijke indeling
De provincie was verdeeld in drie Regierungsbezirke:
- Regierungsbezirk Düsseldorf
- Regierungsbezirk Kleef
- Regierungsbezirk Keulen

## Eerste president (Oberpräsident)
- 1815-1822: Friedrich zu Solms-Laubach

1815:
Brandenburg · Groothertogdom Beneden-Rijn · Gulik-Kleef-Berg · Oost-Pruisen · Pommeren · Posen · Saksen · Silezië · Westfalen · West-Pruisen · 1822: Rijnprovincie · 1829: Pruisen · 1850: Hohenzollernsche Lande · 1867: Hannover · Hessen-Nassau · Sleeswijk-Holstein · 1878: Oost-Pruisen · West-Pruisen · 1919: Neder-Silezië · Opper-Silezië · 1920: Berlijn · 1922: Grensmark Posen-West-Pruisen · 1944: Halle-Merseburg · Keur-Hessen · Maagdenburg · Nassau · 1945: Saksen-Anhalt